# West Allis
West Allis è una città degli Stati Uniti d'America nella Contea di Milwaukee, nello Stato del Wisconsin. Fa parte dell'area metropolitana di Milwaukee.
Qui, il 21 maggio 1960, nacque il serial killer statunitense Jeffrey Lionel Dahmer, noto anche come "Il cannibale di Milwaukee" o "Il mostro di Milwaukee", responsabile di diciassette omicidi effettuati tra il 1978 e il 1991. 
Liberace (1919–1987), uomo di spettacolo e pianista, è nato in questa città.